# Four Corners

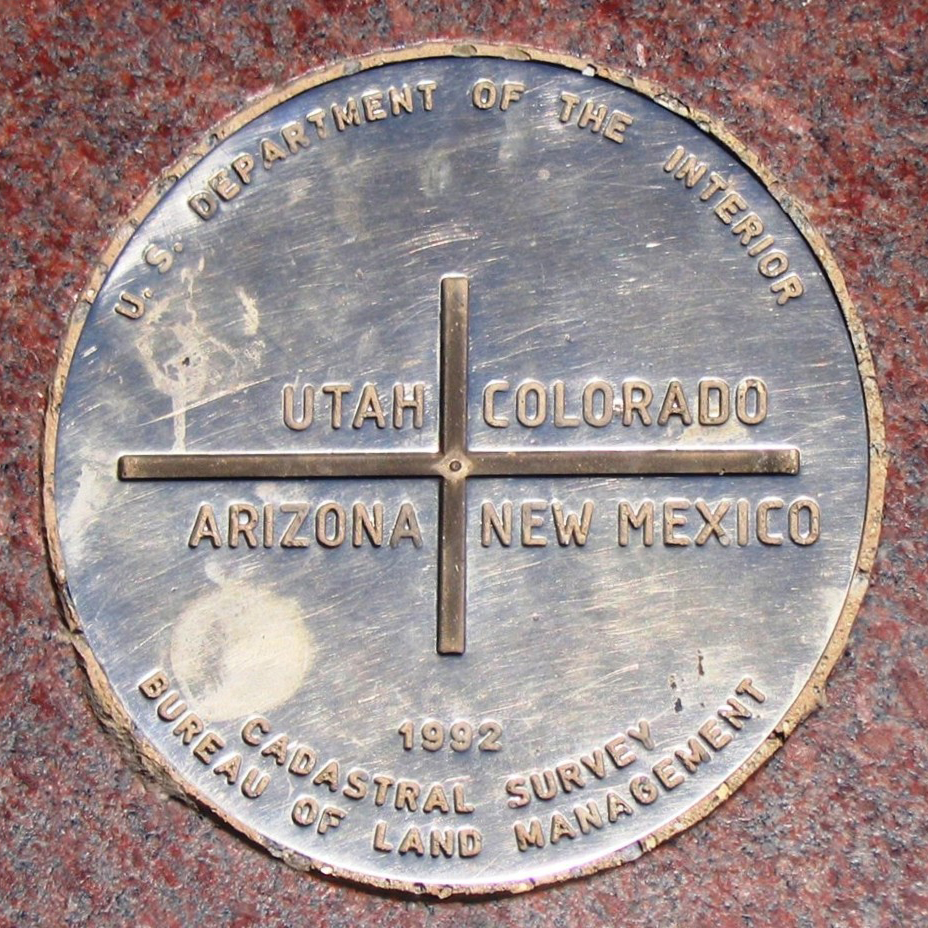
Il punto esatto di intersezione dei quattro Stati

La regione Four Corners messa in evidenza

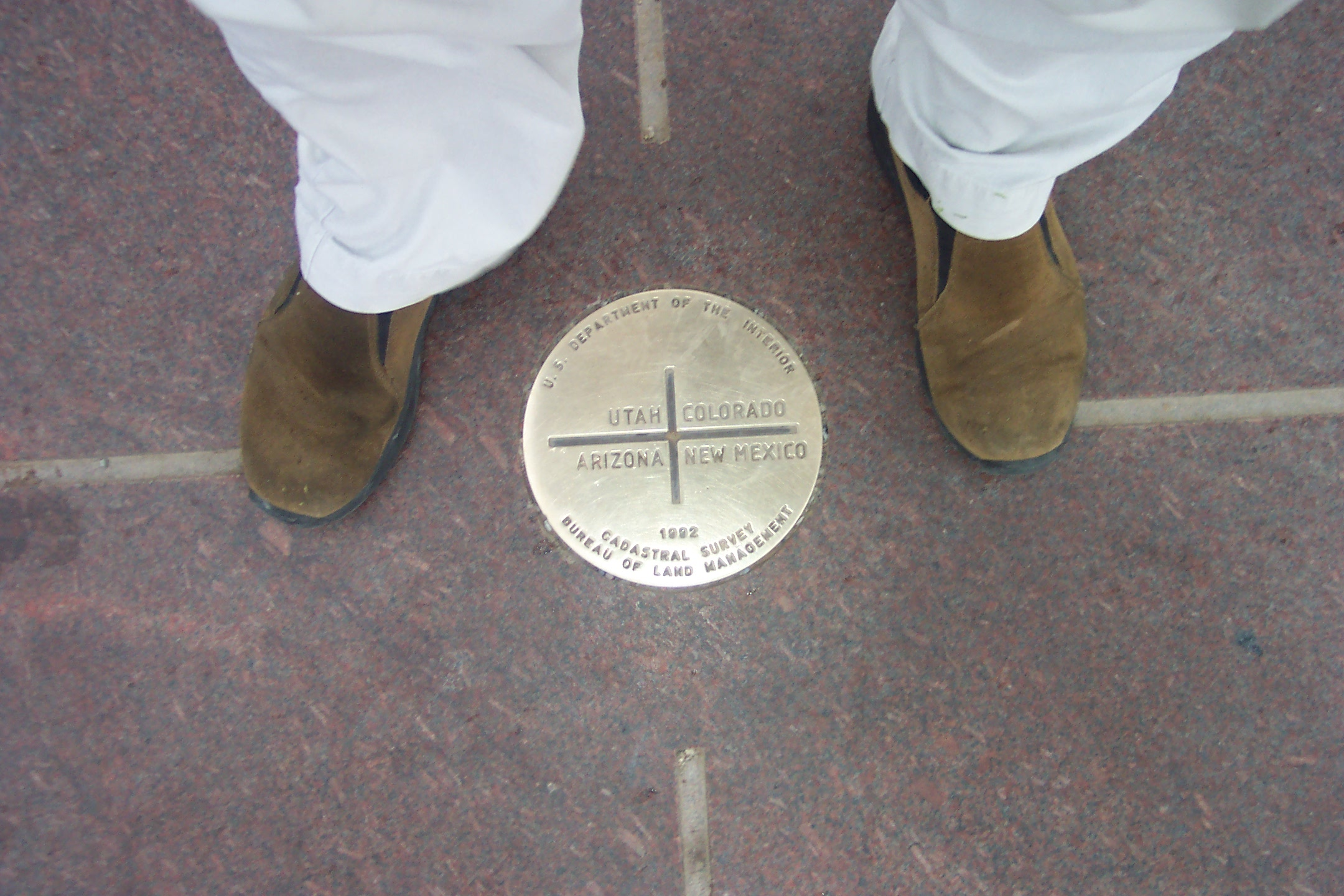
Stare in quattro stati differenti è un'azione comune per i turisti

Four Corners (dall'inglese: Quattro angoli) è l'unico punto del territorio degli Stati Uniti d'America in cui i confini di quattro Stati si toccano: Arizona, Colorado, Nuovo Messico e Utah.

## Descrizione
Four Corners è una regione dell'ovest degli Stati Uniti d'America situata nei pressi del punto in cui le frontiere dell'Arizona, del Colorado, del Nuovo Messico e dello Utah si incontrano, all'intersezione tra il 37º parallelo nord ed il 109º meridiano ovest. Four Corners è situato in una regione desertica, sull'altopiano del Colorado. Le parti situate in Arizona, Nuovo Messico e Utah fanno parte della riserva degli indiani Navajo, mentre quella del Colorado è nella riserva degli indiani Ute.

## Monumento
Il quadripunto di Four Corners è indicato dal Monumento dei Quattro Angoli, in inglese Four Corners Monument. Il luogo è gestito dal dipartimento dei parchi della Nazione Navajo ed è un'attrazione turistica molto popolare, anche perché, malgrado la sua posizione isolata, è uno dei principali siti archeologici degli Stati Uniti. Il primo segnale permanente fu installato nel 1912 e sostituito nel 1992 da un disco di bronzo piazzato al centro di una lastra di granito: sigilli e bandiere dei quattro stati circondano il segnale.

## Altri casi
In Canada il termine indica il punto che divide Nunavut, Saskatchewan, Manitoba e Territori del Nord-Ovest, ovvero il Four Corners canadese.

## Curiosità
- Il monumento appare in numerosi film e serie TV, tra cui I Simpson, Breaking Bad e Come ti rovino le vacanze.